# De Romand
de Romand – francuski pływak, uczestnik Letnich Igrzysk 1900 w Paryżu.
Na igrzyskach zajął 6. miejsce na 200 metrów stylem grzbietowym oraz 4. miejsce w pływaniu podwodnym. W konkurencji 4000 metrów stylem dowolnym odpadł w pierwszej rundzie.